# 横川インターチェンジ
横川インターチェンジ（よこがわインターチェンジ）は、鹿児島県霧島市にある九州自動車道のインターチェンジ。霧島市旧横川町域のほか、さつま町の最寄りインターチェンジである。

## 道路
- E3 九州自動車道（23番）

## 接続する道路
- 鹿児島県道55号栗野加治木線
- 鹿児島県道50号牧園薩摩線（国道223号に接続）

## 料金所
- ブース数：4

### 入口
- ブース数：2　
  - ETC専用：1　
  - ETC/一般：1

### 出口
- ブース数：2　
  - ETC専用：1　
  - 一般：1

## 周辺情報
- ヤマト運輸横川営業所[1]
- 霧島温泉郷

## 隣
E3 九州自動車道
(22)栗野IC - (23)横川IC - 溝辺PA - (24)溝辺鹿児島空港IC